# Idiops schreineri
Idiops schreineri là một loài nhện trong họ Idiopidae.
Loài này thuộc chi Idiops. Idiops schreineri được J. Hewitt miêu tả năm 1916.